# Sebesülési Emlékérem
A Sebesülési Emlékérem a honvédelmi miniszter által adományozható kitüntetés, átadásának részleteit a 15/2013. (VIII. 22.) HM rendelet szabályozza. A Sebesülési Emlékérem a katonai szolgálattal, a Magyar Honvédség tevékenységét támogató magatartással összefüggésben ellenséges tevékenység következtében, önhibán kívül elszenvedett, orvosi ellátást igénylő sérülésben megnyilvánuló áldozatkészség elismerésére adományozandó.
Az emlékérem az első világháborús Sebesültek Érme kitüntetés jelkép világát tükrözi külalakjában.